# 扎瓦爾利亞 (卡緬涅茨-波多利斯基區)
48°36′8″N 26°20′10″E / 48.60222°N 26.33611°E
扎瓦爾利亞（烏克蘭語：Завалля），是烏克蘭的村落，位於該國西部赫梅利尼茨基州，由卡緬涅茨-波多利斯基區負責管轄，處於茲布魯奇河左岸，始建於1565年，面積1.51平方公里，人口491。